# Brassiophoenix
Brassiophoenix je manji biljni rod iz porodice palmovki. Sastoji se od dvije vrste vitkih, visokih (do 9 metara) tropskih palmi sa Nove Gvineje.

## Etimologija
Ime roda odaje spomen botaničaru Leonardu J. Brassu (1900. – 1971.), kolekcionaru u Novoj Gvineji, kombinirajući njegovo ime s phoenix — općim nazivom za palmu.
Rod je opisan u Notizbl. Bot. Gart. Berlin-Dahlem 12: 345 (1935).

## Vrste
1. Brassiophoenix drymophloeoides Burret
2. Brassiophoenix schumannii (Becc.) Essig